# Kentisbeare
Kentisbeare – wieś i civil parish w Anglii, w Devon, w dystrykcie Mid Devon. W 2011 civil parish liczyła 921 mieszkańców. Kentisbeare jest wspomniana w Domesday Book (1086) jako Chentesbere/Chentesbera. To zawiera Aller, Croyle, Kingsford, Orway, Sainthill i Stoford Water.